# 11361 Orbinskij
11361 Orbinskij (tên chỉ định: 1998 DD36) là một tiểu hành tinh vành đai chính. Nó được phát hiện bởi Tsutomu Seki ở Geisei Observatory ở Kōchi, Kōchi Prefecture, Nhật Bản, ngày 28 tháng 2 năm 1998. Nó được đặt theo tên Artemij Robertovitch Orbinskij, một nhà thiên văn học người Nga ở Đài thiên văn Pulkovo.